# Lepeoptheirus acutus
Lepeoptheirus acutus är en kräftdjursart som beskrevs av Heegaard 1943. Lepeoptheirus acutus ingår i släktet Lepeoptheirus och familjen Caligidae. Inga underarter finns listade i Catalogue of Life.